# Storbritanniens Grand Prix 1954
Storbritanniens Grand Prix 1954 var det femte av nio lopp ingående i formel 1-VM 1954.  

## Resultat
1. José Froilán González, Ferrari, 8+0,14 poäng
2. Mike Hawthorn, Ferrari, 6+0,14
3. Onofre Marimón, Maserati, 4+0,14
4. Juan Manuel Fangio, Mercedes-Benz , 3+0,14
5. Maurice Trintignant, Ferrari, 2
6. Roberto Mières, Roberto Mières (Maserati)
7. Karl Kling, Mercedes-Benz
8. Ken Wharton, BRM (Maserati)
9. André Pilette, Gordini
10. Bob Gerard, Bob Gerard (Cooper-Bristol)
11. Don Beauman, Sir Jeremy Boles (Connaught-Francis)
12. Harry Schell, Harry Schell (Maserati)
13. Leslie Marr, Leslie Marr (Connaught-Francis)
14. Leslie Thorne, Ecurie Ecosse (Connaught-Francis)
15. Horace Gould, Gould's Garage (Cooper-Bristol)

### Förare som bröt loppet
- Stirling Moss, Moss (Maserati) (varv 80, drivaxel) 0,14 poäng
- Bill Whitehouse, Bill Whitehouse (Connaught-Francis) (63, bränslesystem)
- Jean Behra, Gordini (54, upphängning) 0,14 poäng
- Roy Salvadori, Gilby Engineering (Maserati) (53, transmission)
- Prince Bira, Bira (Maserati)[1]
- Ron Flockhart, Bira (Maserati)[1] (44, olycka)
- Luigi Villoresi, Maserati[2]
- Alberto Ascari, Maserati[2] (40, motor)
- John Riseley-Prichard, R R C Walker (Connaught-Francis) (40, olycka)
- Reg Parnell, Scuderia Ambrosiana (Ferrari) (25, motor)
- Alberto Ascari, Maserati[3] (21, motor) 0,14 poäng
- Clemar Bucci, Gordini (18, olycka)
- Peter Collins, Vanwall (16, motor)
- Robert Manzon, Ecurie Rosier (Ferrari) (16, motor)
- Peter Whitehead, Peter Whitehead (Cooper-Alta) (4, oljeläcka)
- Eric Brandon, Ecurie Richmond (Cooper-Bristol) (2, motor)
- Louis Rosier, Ecurie Rosier (Ferrari) (2, motor)

### Förare som ej startade
- Alan Brown, R J Chase (Cooper-Bristol)